# 크라잉 게임
《크라잉 게임》(The Crying Game, 더 크라잉 게임)은 아일랜드에서 제작된 닐 조단 감독의 1992년 범죄, 드라마, 멜로/로맨스 영화이다. 포레스트 휘태커 등이 주연으로 출연하였고 스티븐 울리 등이 제작에 참여하였다.

## 출연

### 주연
- 포레스트 휘태커
- 미란다 리차드슨
- 스티븐 레아
- 제이 데이비슨

### 조연
- 아드리안 던버
- 브레프니 맥켄나
- 조 사비노
- 버디 스위니
- 안드리 버나드
- 짐 브로드벤트
- 랠프 브라운

## 기타
- 공동제작: 엘리자베스 칼슨
- 협력프로듀서: 폴 코원
- 미술: 짐 클레이
- 의상: 샌디 파웰

## 같이 보기
- 플루토에서 아침을